# Toubacouta
Toubacouta (o Toubakouta) es un pueblo de Senegal, situado en el Sine-Saloum sobre cuarenta kilómetros al sur de Foundiougne entre Sokone y Karang Post, a 20 km de la frontera con Gambia.

## Enlaces
www.toubacouta.info 

Información sobre la Organización Administrativa, Proyectos, Naturaleza, Economía, Cultura y Sociedad, Turismo y Noticias.
- Datos: Q3532781
- Multimedia: Toubacouta / Q3532781